# Fortunato Coppoli
Fortunato Coppoli, o fra' Fortunato da Perugia, latinizzato come Fortunatus de Coppolis (Perugia, 1430 circa – Assisi, agosto 1477), è stato un religioso e giurista italiano del XV secolo appartenente all'Ordine francescano.

## Biografia
Nacque nel 1430 a Perugia da famiglia nobile, figlio di Maddalena di Paolo Montesperelli e di Ivo di Niccolò, giurista.
Studiò all'Università di Perugia diritto civile sotto Giovanni Montesperelli e diritto canonico sotto Benedetto Capra. Iniziò dal 1452 a ricoprire incarichi pubblici via via più importanti.
Decise improvvisamente di darsi alla vita religiosa nel 1455, poco prima di consumare il matrimonio appena celebrato con Lucrezia di Niccolò di Mariotto Baglioni (poi monaca).
Ricevuti gli ordini sacerdotali, fu per molti anni nel convento di Monteripido a Perugia, compiendo lunghi viaggi in tutta Italia per predicare e non mancando di fornire consulenza giuridica su importanti questioni riguardanti il proprio comune. A partire dal 1462, quando a Perugia fu fondato tra i primi un Monte di Pietà, l'attività di Fortunato fu quasi completamente rivolta alla diffusione di questo tipo di istituzione di prestiti su pegno. Si spese per fondare vari Monti, tra i quali il primo della provincia di Firenze a Borgo San Sepolcro.
Morì nel 1477 presso la Porziuncola ad Assisi. Anche suo cognato, frate Evangelista Baglioni, già giudice del Comune, abbracciò gli ordini.

## Opere
- (LA) Consilium montis pietatis, Venezia, Pietro Quarengi, 1498.